# Liparetrus cinctipennis
Liparetrus cinctipennis är en skalbaggsart som beskrevs av Blackburn 1905. Liparetrus cinctipennis ingår i släktet Liparetrus och familjen Melolonthidae. Inga underarter finns listade i Catalogue of Life.